# Dolichocephala combinata
Dolichocephala combinata är en tvåvingeart som beskrevs av Becker 1914. Dolichocephala combinata ingår i släktet Dolichocephala och familjen dansflugor.
Artens utbredningsområde är Tanzania. Inga underarter finns listade i Catalogue of Life.